# قزل-اونکور (شهرستان بازارقرغون)
قزل-اونکور (به لاتین: Kyzylunkyur) یک منطقهٔ مسکونی در قرقیزستان است که در شهرستان بازارقرغون واقع شده‌است. قزل-اونکور ۱۵٬۰۰۰ نفر جمعیت دارد و ۱٬۲۴۱ متر بالاتر از سطح دریا واقع شده‌است.